# Stornäbbad cinklod
Stornäbbad cinklod (Cinclodes excelsior) är en fågel i familjen ugnfåglar inom ordningen tättingar.

## Utseende och läte
Stornäbbad cinklod är en mestadels brun fågel med vit strupe, vitt ögonbrynsstreck och kastanjebruna fläckar i vingarna. Den är överlag större och har längre och kraftigare näbb än i övrigt lika arten kastanjevingad cinklod. Sången består av en stigande snabb drill.

## Utbredning och systematik
Stornäbbad cinklod delas in i två underarter:
- Cinclodes excelsior columbianus – förekommer i bergskedjan Sierra Nevada de Santa Marta samt vid Nevado del Tolima i norra Colombia
- Cinclodes excelsior excelsior – förekommer i delarna av Anderna som ligger i Ecuador och sydvästra Colombia

## Levnadssätt
Stornäbbad cinklod hittas i bergsbelägna gräs- och betesmarker högt uppe i Anderna. Den födosöker på marken, men kan också ses sitta på stolpar, klippblock, grästuvor och andra exponerade platser.

## Status
Arten har ett begränsat utbredningsområde, men beståndet anses vara stabilt. IUCN kategoriserar arten som livskraftig.

## Namn
Gruppnamnet cinklod är en försvenskning av släktesnamnet Cinclodes, som i sin tur betyder "liknande Cinclus". Cinclus, en latinisering av grekiska kinklos (κιγκλος), var i antikens Grekland namnet på en oidentifierad fågel som levde nära vatten och är nu släktesnamnet för strömstarar. Typarten för släktet Cinclodes, mörkbukig cinklod, beskrevs ursprungligen i ärlesläktet Motacilla, men gavs ett nytt släktesnamn just för att den ansågs vara en ekologisk motsvarighet till strömstarar.